# 中庭の女と召使
『中庭の女と召使』（なかにわのおんなとめしつかい、蘭: Een vrouw en haar dienstmeid in een binnenplaats、英: A Woman and her Maid in a Courtyard）は、オランダ黄金時代の画家ピーテル・デ・ホーホが1660 - 1661年ごろ、キャンバス上に油彩で制作した風俗画である。画家がデルフトからアムステルダムに移住する直前に描かれたものと考えられる。作品は1869年に購入されて以来、ロンドン・ナショナル・ギャラリーに所蔵されている。

## 作品
17世紀オランダ絵画の最大の魅力の1つは、日常生活、とりわけ女性の生活を垣間見させてくれることである。普通の母親、子供、召使、そして女主人が家庭にいる情景は以前の絵画ではほとんど描かれなかった。しかし、1640年ごろのオランダでは、この主題が一般的なものとなった。
デ・ホーホの絵画は中でも典型的なもので、庭、中庭、居間、台所、寝室で働いたり、くつろいだりしている女性たちを見ることができる。画中では何ら驚くような出来事は起きず、静けさが支配している。一方で、そうした絵画は必ずしも「現実」そのものではなく、清潔で調和のある家庭生活を営むことを求められた女性たちの徳を提示しており、しばしば理想化されたものであった。とはいえ、情景は現実的なもので、場所は正確に写し取られずとも同時代の人々にはなじみのある要素から構築されたと思われる。
本作の場面は冬に設定されている。わずかな常緑樹が見えるものの、画面中ほどの壁の背後の木には葉がなく、フェンスを背に垣根仕立てにされた果物の木や前景右側の屋根に見えるブドウの蔓も同様に葉がない。台所の外の情景らしく、右側の壁の下には流しの排水口がある。召使が台所から湯気の立つ大鍋を持ってきて、中庭の大きな排水口近くに置いたところである。前に立っている女主人にしたがい、彼女は魚を鍋から取り出したようで、おそらく楽に湯を捨てられるように外で作業をしているのであろう。

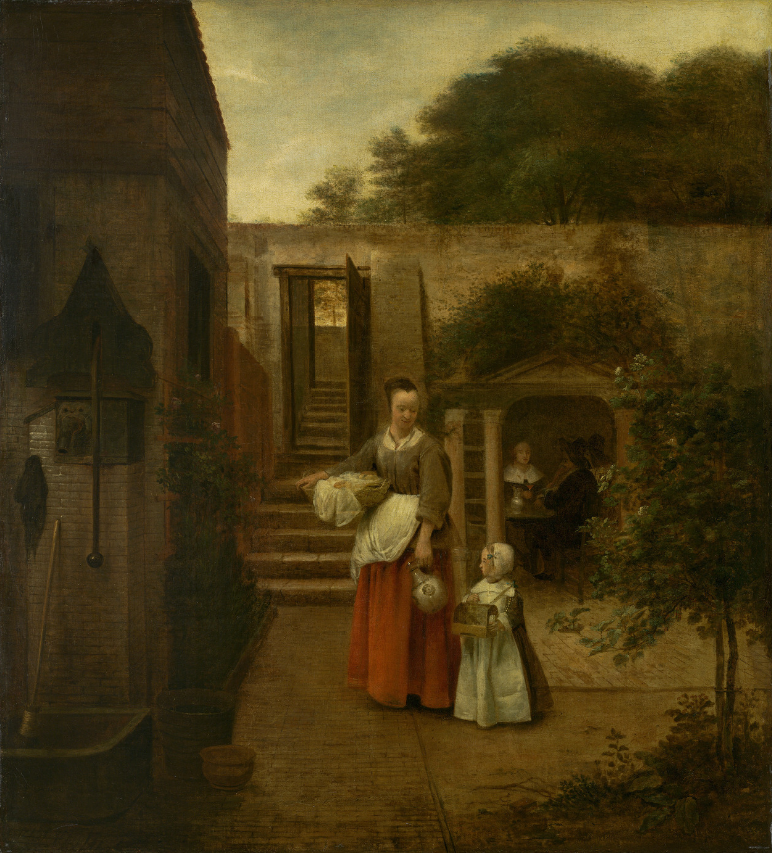
ピーテル・デ・ホーホ『中庭の女と子供』 (1658-1660年ごろ)、ナショナル・ギャラリー (ワシントン)

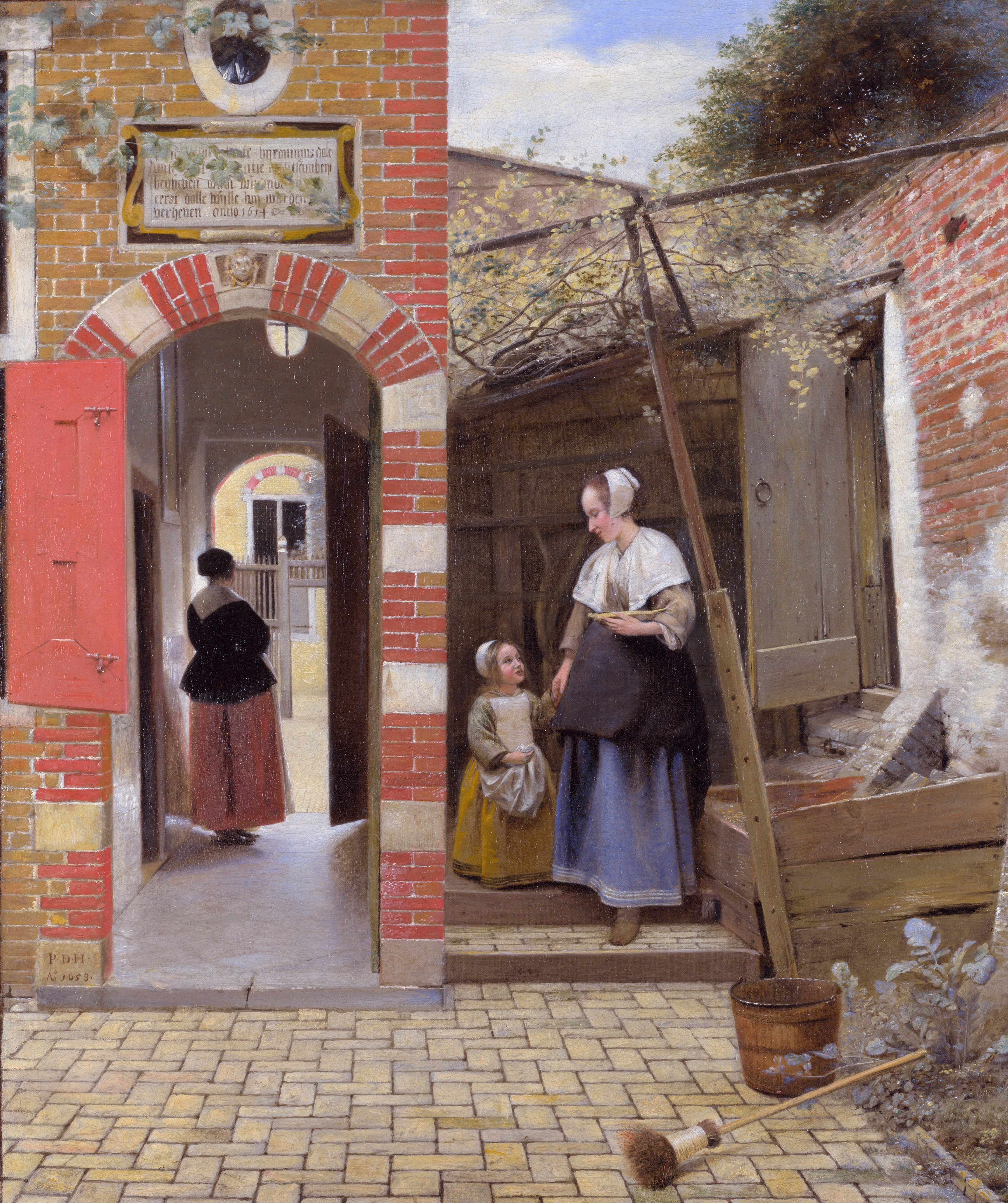
ピーテル・デ・ホーホ『デルフトの家の中庭』 (1658年)、ナショナル・ギャラリー (ロンドン)

フェルメールの密室性と対照的な傾向を持つデ・ホーホは、中庭を舞台とした作品を数多く描いている。しかし、本作に描かれている中庭はデ・ホーホの慣例に倣い、合成されたものである。遠景左寄りには、2本の白い柱がある小さな夏用の家（勾配のある屋根のある小屋の左側）があるが、この夏用の家はワシントン・ナショナル・ギャラリー蔵の『中庭の女と子供』やウィーン美術アカデミー蔵の『中庭の家族の肖像』においても見ることができる。また、『中庭の女と子供』には、本作にある排水口と同じものが異なる位置に登場する。さらに、デ・ホーホのは、本作の箒とバケツをナショナル・ギャラリー（ロンドン）蔵の『デルフトの家の中庭』にも用いているようである。
デ・ホーホの作品を特徴づけるもう1つの要素は、現実的な空間の感覚と画面外の世界を創造していることである。本作の右側にある開いたドアと窓は鑑賞者には見えない台所を示唆する一方、左端の2つの門は遠景の階段へと続く小道の眺望を創りだしている。